# Dominus (jeu vidéo)
Dominus est un jeu vidéo de stratégie au tour par tour sorti en 1993 sur DOS. Des portages Super Nintendo et Mega Drive ont été mis en développement puis annulés.

## Accueil
- PC Team : 80 %[2]